# Pierre Phạm Tần
Pierre Phạm Tần (Bến Cát, 4 gennaio 1913 – Thanh Hóa, 1º febbraio 1990) è stato un vescovo cattolico vietnamita.

## Biografia
Pierre Phạm Tần nacque il 4 gennaio 1913 nella parrocchia di Bến Cát nel comune di Khánh Mậu del distretto di Yên Khánh della provincia di Ninh Bình. Iniziò gli studi nel 1926 frequentando la scuola Tập Ba Làng a Thanh Hóa per un anno ed entrando l'anno successivo nel seminario minore Phúc Nhạc a Phát Diêm. Completò gli studi di filosofia e teologia entrando nel 1935 nel seminario sulpiziano di Hanoi.

### Ministero sacerdotale
Fu ordinato presbitero il 7 giugno 1941. Dopo l'ordinazione fu nominato professore e direttore spirituale del seminario minore di Ba Làng. Nel 1945 fu nominato viceparroco della parrocchia di Ba Làng dal 1945 al 1947 quando fu poi nominato parroco della parrocchia di Phúc Lãng, dove si dedicò al miglioramento della condizione di vita della popolazione, senza distinzioni religiose, dando speranza e conforto durante i difficili anni della guerra. Nella parrocchia fondò cartiere, tipografie, fabbriche tessili, fabbriche di cappelli dando lavoro a tantissime persone in difficoltà. Fondò anche il giornale parrocchiale chiamato Chân Lý (verità) per la diffusione e la comprensione del messaggio cristiano.
Con il degenerare della guerra, la situazione sociale del paese divenne sempre più instabile e pericolosa. Nel 1952 fu spedito, come tanti altri cristiani, in un campo di rieducazione. Fu rilasciato nei primi mesi del 1954. Nonostante la brutta esperienza, la sua fede rimase salda, tanto da essere nominato il 24 marzo dello stesso anno vicario generale di Thanh Hóa dal vescovo Louis-Christian-Marie de Cooman, il quale, consapevole che le forze comuniste del Viet Minh avrebbero vinto e che sarebbe stato certamente espulso dal Vietnam in quanto straniero. Con la divisione del Vietnam in due stati, gran parte della popolazione cattolica si vide costretta a fuggire a sud, tuttavia monsignor Phạm decise di restare nel nord e aiutare la popolazione rimasta. Il 14 giugno 1955 venne infine arrestato con l'accusa di aiutare i profughi che si dirigevano a sud e di diffondere la notizia di alcune apparizioni mariane.

### Ministero episcopale
Il 17 marzo 1959 papa Giovanni XXIII lo nominò vicario apostolico coadiutore di Thanh Hóa, assegnandogli la sede titolare di Giustinianopoli di Galazia.
Il 24 novembre dell'anno successivo sempre Giovanni XXIII elevò a diocesi il vicariato apostolico nominandolo primo vescovo.
In quel periodo tuttavia non poté comunque essere ordinato vescovo in quanto agli arresti domiciliari e con libertà di movimento fortemente limitata.
Solamente dopo 16 anni riuscì ad ottenere la consacrazione episcopale il 22 giugno 1975 per imposizione delle mani del vescovo Pierre Marie Nguyễn Văn Năng. La celebrazione fu svolta in segreto per scongiurare i sabotaggi del governo.
Nel 1980 riuscì ad ottenere il permesso insieme agli altri vescovi vietnamiti di recarsi a Roma per la visita ad limina e in tale occasione ne approfittò per chiedere aiuti per il Vietnam e parlare della povertà del paese nonché degli scarsi aiuti ricevuti sia dai paesi comunisti di Cina e Unione Sovietica sia dagli Stati Uniti d'America. Quando gli venne chiesto come potesse un vescovo cattolico chiedere aiuto e sostegno ad un governo comunista come quello del Vietnam, egli rispose che ogni aiuto indipendentemente da quale organizzazione arrivi è fondamentale per il benessere del popolo che soffre, non un sostegno alle ideologie politiche.
In seno alla conferenza episcopale del Vietnam fu eletto presidente del comitato dei laici per due mandati dal 1983 al 1989.
Fu testimone dei grandi sconvolgimenti politici e sociali che caratterizzarono il Vietnam negli anni 80, affrontando il periodo peggiore della storia del paese con grande forza d'animo e generosità verso i bisognosi, rimanendo sempre fedele alla dottrina della Chiesa e nel solco nella Tradizione.
Nonostante le difficoltà portate dalla persecuzione del governo e la mancanza di sacerdoti per poter svolgere le attività pastorali, governò la diocesi per quasi 15 anni, morendo a Thanh Hóa il 1º febbraio 1990 all'età di 77 anni.

## Genealogia episcopale
La genealogia episcopale è:
- Cardinale Scipione Rebiba
- Cardinale Giulio Antonio Santori
- Cardinale Girolamo Bernerio, O.P.
- Vescovo Claudio Rangoni
- Arcivescovo Wawrzyniec Gembicki
- Arcivescovo Jan Wężyk
- Vescovo Piotr Gembicki
- Vescovo Jan Gembicki
- Vescovo Bonawentura Madaliński
- Vescovo Jan Małachowski
- Arcivescovo Stanisław Szembek
- Vescovo Felicjan Konstanty Szaniawski
- Vescovo Andrzej Stanisław Załuski
- Arcivescovo Adam Ignacy Komorowski
- Arcivescovo Władysław Aleksander Łubieński
- Vescovo Andrzej Stanisław Młodziejowski
- Arcivescovo Kasper Kazimierz Cieciszowski
- Vescovo Franciszek Borgiasz Mackiewicz
- Vescovo Michał Piwnicki
- Arcivescovo Ignacy Ludwik Pawłowski
- Arcivescovo Kazimierz Roch Dmochowski
- Arcivescovo Wacław Żyliński
- Vescovo Aleksander Kazimierz Bereśniewicz
- Arcivescovo Szymon Marcin Kozłowski
- Vescovo Mečislovas Leonardas Paliulionis
- Arcivescovo Bolesław Hieronim Kłopotowski
- Arcivescovo Jerzy Józef Elizeusz Szembek
- Vescovo Stanisław Kazimierz Zdzitowiecki
- Cardinale Aleksander Kakowski
- Papa Pio XI
- Vescovo Jean-Baptiste Nguyễn Bá Tòng
- Vescovo Thaddée Anselme Lê Hữu Từ, O.Cist.
- Cardinale Joseph Marie Trịnh Như Khuê
- Vescovo Pierre Marie Nguyễn Văn Năng
- Vescovo Pierre Phạm Tần